# Falco en Donjon
Falco en Donjon is een Nederlandse stripreeks bedacht door Uco Egmond.

## Inhoud
Het verhaal speelt in de middeleeuwen en gaat over de troubadour Falco en zijn vriend Donjon, de gezette kasteelheer van Chateau Margot.

## Publicatiegeschiedenis
In 1981 werd Uco Egmond benaderd door de redactie van het Vlaamse tijdschrift Robbedoes om een komische avonturenstrip te bedenken. Egmond bedacht de serie Cruydtnaeghel, een serie over de Vereenigde Oostindische Compagnie. Op grond hiervan vroeg de toenmalige hoofdredacteur van de Eppo, Jaap Bubenik, hem iets soortgelijks voor de Eppo te maken en zo ontstond de Robbedoes-achtige strip Falco en Donjon. Het eerste verhaal werd geplaatst in de ridderspecial in 1982. In 1986 moest de strip het veld ruimen om plaats te maken in het stripblad voor nieuwe strips, zo besloot de toen nieuwe hoofdredacteur Peter van Leersum, ondanks protesten van Egmond.
De reeks liep van 1982 tot en met 1986 in het stripblad Eppo en diens opvolger Eppo Wordt Vervolgd.
Uco Egmond schreef het eerste verhaal zelf, maar kreeg voor het tweede verhaal hulp van Gerrit Stapel. Daarna werd Hanco Kolk de vaste schrijver voor de reeks, op een twee pagina's-verhaal in 1985 na, dat Egmond zelf schreef.
| Nr | Titel                  | Tekenaar   | Schrijver     | Aantal pagina's | Publicatie                         |
| -- | ---------------------- | ---------- | ------------- | --------------- | ---------------------------------- |
| 1  | Een vat voor de hertog | Uco Egmond | Uco Egmond    | 26              | Eppo 1982 nrs 39-50                |
| 2  | De zwarte toren        | Uco Egmond | Gerrit Stapel | 26              | Eppo 1983 nr50 t/m 1984 nr 10      |
| 3  | De hemelse steen       | Uco Egmond | Hanco Kolk    | 6               | Eppo 1984 nrs 24-26                |
| 4  | Kokende olie!          | Uco Egmond | Hanco Kolk    | 42              | Eppo 1984 nr 51 t/m 1985 nr 19     |
| 5  | De restauratie         | Uco Egmond | Hanco Kolk    | 4               | Eppo Wordt Vervolgd 1985 nr 2      |
| 6  | De zwarte diamant      | Uco Egmond | Uco Egmond    | 2               | Eppo Wordt Vervolgd 1985 nr 12     |
| 7  | De pip                 | Uco Egmond | Hanco Kolk    | 44              | Eppo Wordt Vervolgd 1986 nrs 13-33 |

## Albums
Een tweetal verhalen zijn gepubliceerd in stripbundelingen:
Een vat voor de hertog in Stripturf nr 2 (1987); 
het verhaal De hemelse steen in Cartoon Aid (1989), in het Telekids Winterboek (1993) en in de Super Strip Mix (2000).
Van de zeven verhalen zijn er drie uitgegeven in een eigen Falco en Donjon-album:
- Kokende olie! (1998), Strips Extra nr 8, Big Balloon.[8] Bevat de verhalen De restauratie en Kokende olie!.
- Het pipvirus (2002), Strip Reeks nr 7, Big Balloon.[9] Bevat het verhaal De pip.